# Spårvidd

Spårvidden mäts mellan rälernas insidor.

Spårvidd uttrycker avståndet mellan rälerna på ett järnvägsspår. Spårvidden mäts mellan rälshuvudenas innerkanter 14 mm under överkanten. Den vanligaste spårvidden idag är 1 435 mm (normalspår). Spårvidd kan även avse landsvägsfordon men mäts då mellan de axiella mittpunkterna på hjulen.

## Spårviddens historiska betydelse
Ett smalt spår är billigare att bygga eftersom slipers blir kortare och banvallen smalare. Dessutom kan kurvradierna göras mindre med bibehållna gångegenskaper. Dock kan även normalspår ha mycket snäva kurvor om fordonen anpassas (vanligt skruvkoppel kan då inte användas) vilket används på spårvägar. För att göra systemet (smalspåret) billigare har fordonen gjorts mindre och lättare, vilket medfört att klenare och därmed billigare räls kunnat användas. Även klenare banunderbyggnad blir därav fallet. En myt har därför etablerats att det är på grund av spårvidden som lastförmågan och lastprofilen blivit sämre. Detta är dock fel, till exempel världens tyngsta tåg, malmtåg i Sydafrika, går på smalspår och transporter av normalspåriga vagnar på överföringsvagnar visar att detta inte stämmer. När det gäller hastighet blir den dock lägre, högsta hastighet är 160 km/h för 1 067 mm spårvidd.

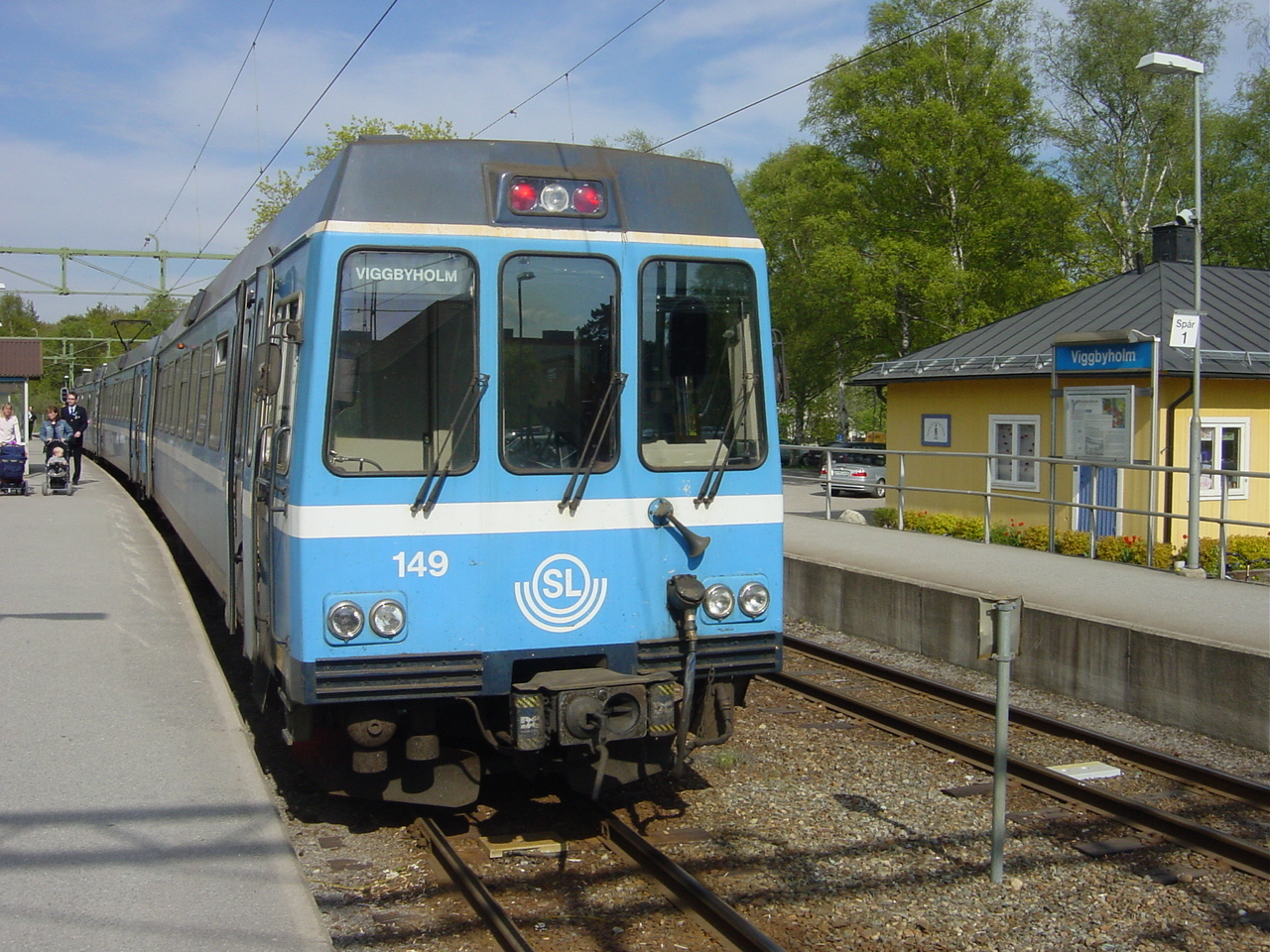
Roslagsbanan är en smalspårig järnväg.

I järnvägens barndom var transporterna mest lokala utmed banan. Arbetskraften var billig, så att omlastning till vagnar på en annan bana var enkel. Många banor byggdes därför smalspåriga, medan de längre banorna gjordes bredare. Storbritannien, som byggde sina första järnvägar mycket tidigt och som också exporterade lokomotiv, valde avståndet 5 fot (1 524 mm) mellan ytterkanterna på rälsen, vilket blev lika med 1 435 mm mellan rälsens innerkanter, alltså det som avgör spårvidden i detta sammanhang. Storbritannien valde detta som standard 1845 och deras föredöme gjorde att större delen av Europa och även Amerika valde samma spårvidd. Så skedde även i Sverige. Allt eftersom järnvägarna byggdes ut och bildade nätverk genom länderna, så ökade behoven av längre transporter. Nackdelarna med omlastningar vid spårviddsbyten blev uppenbara och en standardisering började. 1 435 mm blev då normalspår i Sverige och många banor byggdes om till denna spårvidd. Resterande smalspåriga banor lades senare ned, med undantag för Roslagsbanan i Stockholms län.
I Ryssland anlitades amerikanen George Washington Whistler när första banan mellan S:t Petersburg och Moskva byggdes. Han föreslog 5 fot (1 524 mm, räknat mellan rälsens innerkanter) vilket senare avrundades till 1 520 mm och sedermera blev standard ända bort till Stilla havet och också blev standard i Finland och Baltikum, som på den tiden ingick i det ryska riket. Därmed kom det att finnas två olika standarder med stor spridning, vilket fortfarande försvårar järnvägstransporter mellan Västeuropa och Östeuropa. Det har diskuterats om de baltiska staterna med EU-stöd ska bygga om till 1 435 mm, vilket ligger på is (2013). Man nöjer sig mest med upprustning (jämför Rail Baltica).
I Spanien och Portugal valde man också egna spårvidder. Spanien har fått stora stöd till nybyggen med normalspår, men har inte byggt om äldre spår. När man byggt nya banor för höghastighetståg i Japan, Kina och Västeuropa har man valt 1 435 mm. Dessa banor används inte heller för godstrafik.
Irland har en egen spårvidd trots att det tillhörde Storbritannien när spårvidden valdes, vilket beror på att spårvidden inte ännu hade standardiserats där.
Spårvidden i USA gjordes enhetliga på någon dag i ett massivt projekt efter omfattande förberedelser, efter att järnvägstransporterna mellan nord- och sydstaterna vuxit tillräckligt för att omlastning skulle vara ohållbart. Med träslipers är det relativt lätt att ändra spårvidd (lossa infästningen och fästa igen). Problemet är att fordonen måste bytas ut även om en del kan byggas om.

## Rälsens fastsättning
Rälsens fastsättning mot slipers kallas befästning. Befästningen sker med olika metoder som garanterar att spårvidden håller sig inom specificerade toleranser. I mycket snäva kurvor, med kurvradier under 200 meter ska man öka spårvidden med multipplar om 5 mm upptill +30 mm, beroende på vilken radie som kurvan har. Spårvidden kontrolleras med ett mätverktyg, en spårviddsmätare, som läggs vinkelrätt och mäter spårvidden. En variant av mätare kallas Sola-pass, beroende på att det tillverkades av det Österrikiska företaget Sola.
I växlar gäller speciella mått och det är viktigt att löpande kontrollera dessa för att förebygga urspårningar efter slitage.

## Hjulflänsarnas avstånd
Avståndet mellan hjulens flänsar är några millimeter mindre än spårvidden. Anledningen till detta är att en hjulaxel måste kunna röra sig lite i sidled för att den koniska ytan ska kunna styra hjulet mot centrum. Se gångegenskaper.
Toleransen mellan spårvidden och flänsavståndet gör att till exempel Finland och Ryssland kan köra på varandras banor fastän deras spårvidder skiljer 4 mm (1 524 resp. 1 520 mm)

## Spår med flera spårvidder

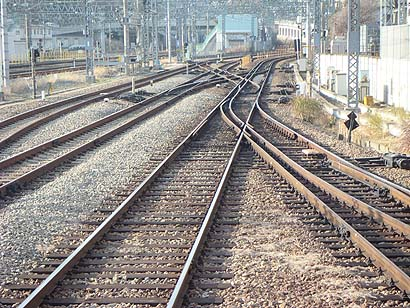
Spår för två spårvidder genom en växel vid Odawara i Japan

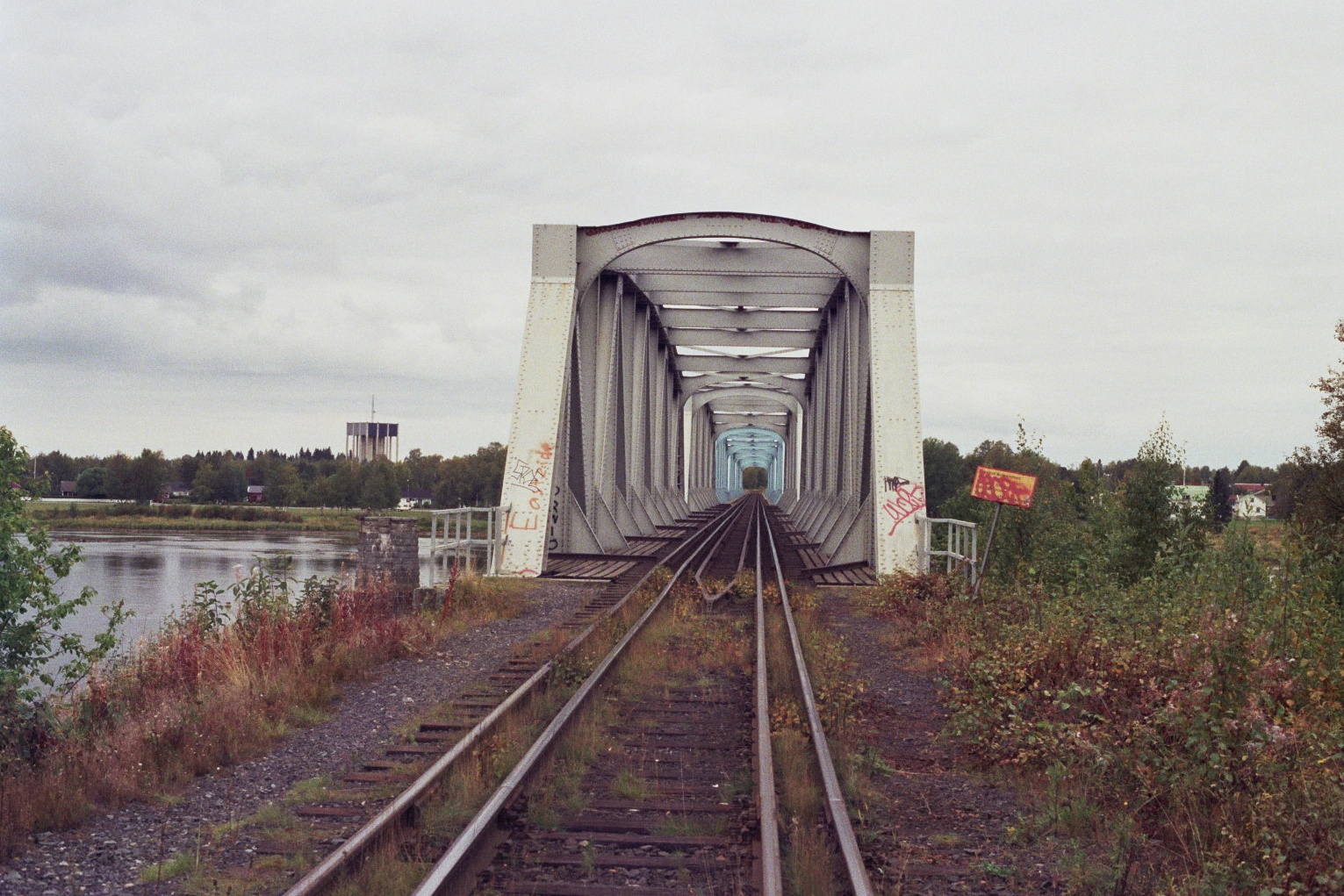
Fyrskensspår mellan Haparanda och Torneå.

På vissa banor har man behov av att tåg med olika spårvidder kan köras. Det kräver att tre eller fyra räler används. Samma teknik har använts när en linje byggts om till normalspår.
På banor med 1 435 och 1 067 mm och på sträckor med 1 435 och 891 mm har man treskensspår, en gemensam räl och en för vardera spårvidden. Det senare användes mellan Linköping och Västervik under ombyggnadstiden. Ett par kilometer finns fortfarande på sträckan Jenny–Västervik. Treskensspår finns på flera håll i världen, till exempel genom Seikantunneln i Japan.
När det gäller 1 435 mm och 1 524 mm är det inte tekniskt möjligt att använda treskensspår, eftersom de två räler som då ej skulle vara gemensamma inte skulle få plats intill varandra. Därför har man mellan Haparanda och Torneå fyrskensspår istället.

## Det är inte bara spårvidden som bestämmer var tåg kan köras
Den standardiserade infrastrukturen som en bana utgör, består av flera standarder förutom spårvidden:
- Kontaktledningens ström, spänning och frekvens (vid växelström) kan skilja sig åt betydligt på elektrifierade spår- och järnvägar.
- Rälsprofil, rälshuvudet kan se ut på olika sätt. Rälsen kan också ha olika dimensioner.
- Hjulen och dess flänsar kan vara utförda på flera olika sätt.
- Säkerhetssystem som tåget måste vara byggt för, till exempel kortslutning av spårledningar, avläsare av baliser eller radiomottagare (GSM-R) för kommunikation med säkerhetssystemet ERTMS.
- Lastprofilen som anger det fria utrymmet ovanför och vid sidan av spåret.
- Största tillåtna axeltryck STAX som gäller för banan.
- Koppel som krävs för att rälsfordon ska kunna sammansättas till tåg och kopplas till lok. Det är standardiserat i Europa, dock annorlunda i före detta Sovjetunionen och på vissa tåg i Västeuropa.
- Bromssystem som alla rälsfordon ska ha när de sätts samman till ett tåg.
- Personvagnar måste passa med lokets elmatning, för värme, belysning etc. Det är ett problem om man ska kunna byta lok vid en gräns.
- Personalen ombord måste ha godkänd utbildning. De kanske inte godkänns utan vidare i andra länder. Tåg behöver byta förare och annan personal vid vissa gränser.
- Kuggstångsbanor kan ha olika typer av kuggstänger.
- Loken måste kunna köras i olika länders elsystem till exempel mellan Sverige och Danmark på Öresundsbron.

## Trafik över spårviddsgränser

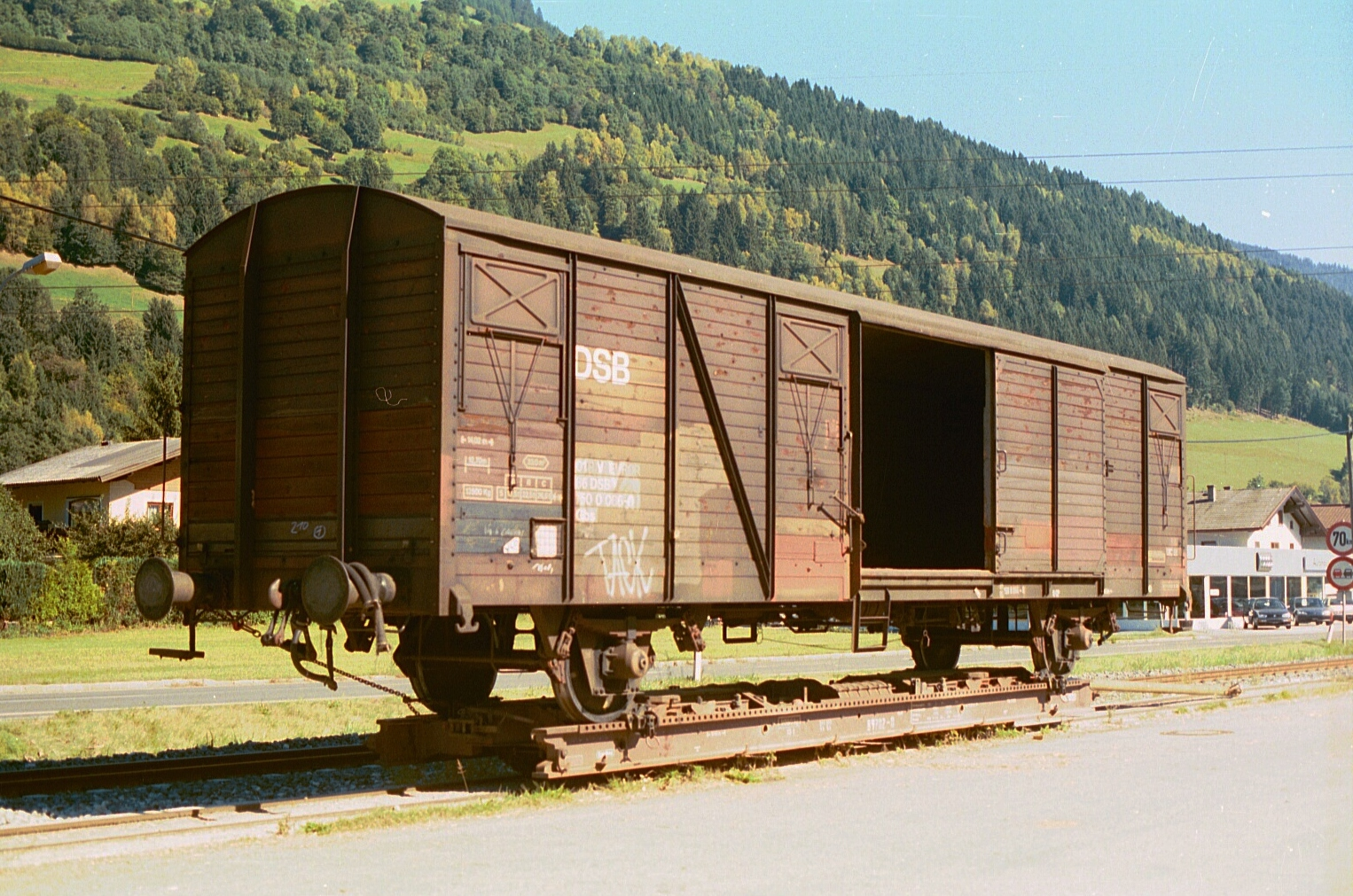
Normalspårig godsfinka ovanpå en smalspårig överföringsvagn

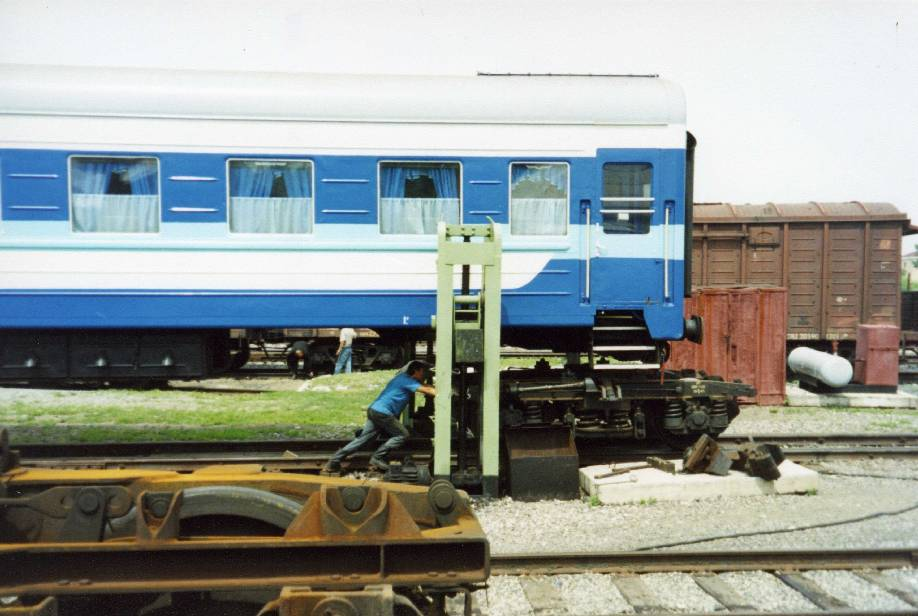
Boggibyte i Ussuriisk nära Vladivostok vid rysk–kinesiska gränsen

Det finns flera metoder att föra trafiken vidare över spårviddsgränser:
- Lasta om gods till en annan vagn.
- Rulla upp vagnen på en överföringsvagn, en lågbyggd vagn för den nya spårvidden. Man kan då transportera smalspårsvagnar på normalspår och vice versa.
- Byta vagnens hjulaxlar eller boggier.
- Köra vagnen genom en spårviddsväxel, en anordning som kan ändra spårvidden på vagnen, vilket kräver särskilda vagnar.

Vid persontrafik väljer man ofta att låta passagerarna byta tåg. Det finns ändå en hel del persontrafik över gränsen mellan den ryska och normala spårvidden. Det är ryska nattåg som normalt byter boggi vid gränsen. Det gäller till exempel mellan Polen och Ukraina och mellan Mongoliet och Kina (Transsibiriska järnvägen).
En i Spanien förekommande spårvidd är 1 668 mm. På dessa ställen finns även persontåg som passerar spårviddsgränser. Vissa spanska höghastighetståg har variabel spårvidd. Det finns snabbtåg mellan Spanien och Frankrike som passerar en spårviddsväxel. Det upphörde när en normalspårig bana Frankrike-Barcelona blev klar januari 2013.
I Sverige förekommer spårviddsbyte numera endast vid Haparanda. Godset lastas om. Försök med spårviddsväxlar har inte varit framgångsrikt. Det finns bangårdar för både normalspår och bredspår både i Haparanda och Torneå och banan mellan orterna har fyrskensspår.

## Spårvidder

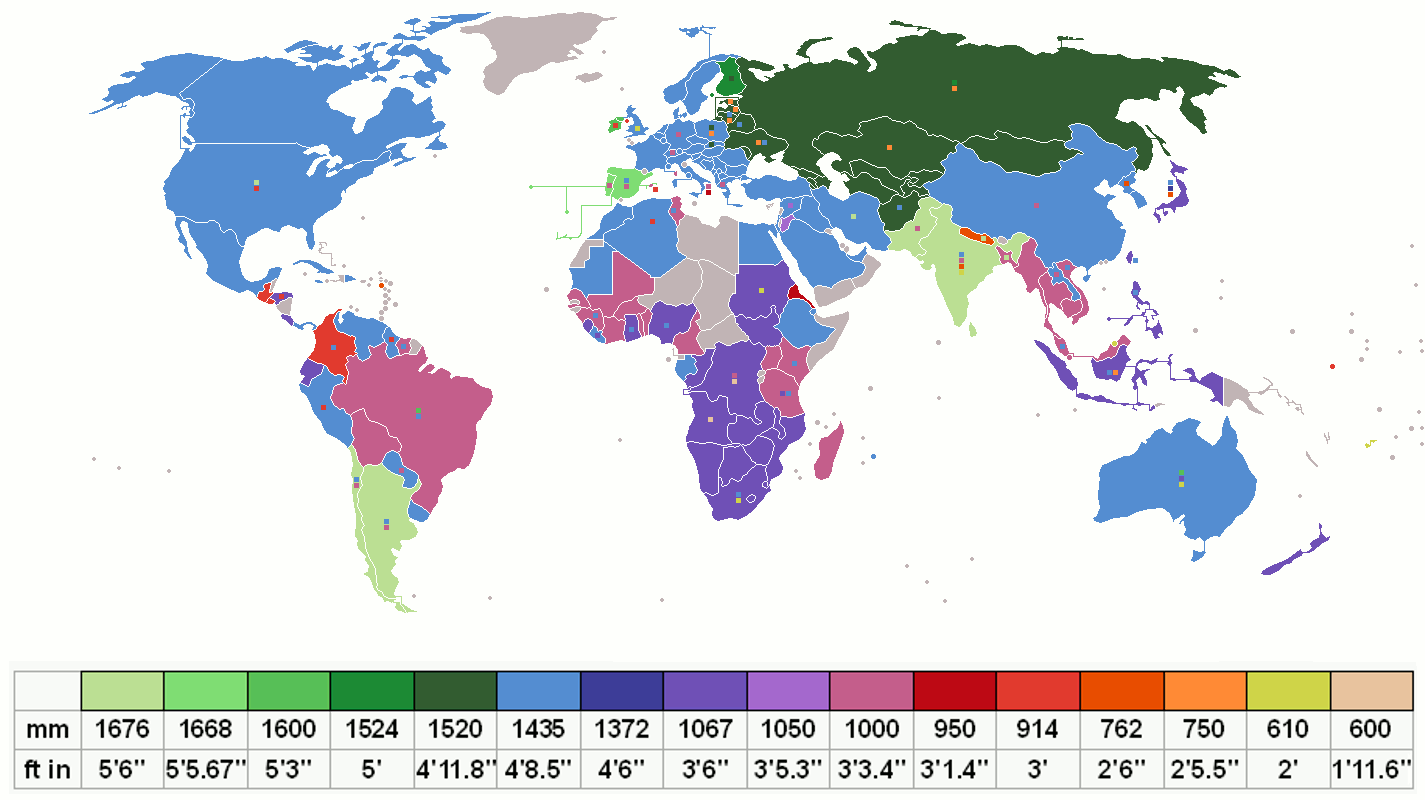
De dominerande spårvidderna i olika områden.

I större delen av Europa, bland annat i Sverige, delas spårvidder in i tre huvudgrupper:
- Smalspår (smalare än 1 435 mm)
- Normalspår (1 435 mm)
- Bredspår (bredare än 1 435 mm)

Normalspårvidden svarar för 75% av jordens järnvägstrafik,, medan bredspår står för 12% och smalspår för 13%.[källa behövs]
De vanligaste spårvidderna är (2007):
- 1 435 mm - 720 000 km. (Central- och Nordeuropa, USA)
- 1 520 mm - 220 000 km (Ryssland, med flera).
- 1 000 mm - 95 000 km (Indien, med flera).
- 1 668 mm - 14 337 km (Spanien och Portugal).
- 1 600 mm - 9 800 km (Australien, Irland, Brasilien, med flera).

Smalspårvidden 891 mm är unik för Sverige. Den motsvarar tre gamla svenska fot (3 x 296,904 mm).
Spårvidden 1 000 mm kallas ofta meterspår. Meterspår räknas normalt som smalspår. Men i Schweiz har meterspåren större utbredning än "normalspåren" 1 435 mm[källa behövs], varför det råder delade meningar om vad som där egentligen är "normalspår". Meterspår finns exempelvis på kuggstångsbanorna till Zermatt-massivet med eldrift redan 1898 och Jungfraubanan. Många av de regionala järnvägarna är också byggda med meterspår. Schweiz har ett mycket omfattande nät bestående av sådana järnvägar.
Decauvillespår har normalt 600 mm och används framförallt till tillfälliga banor. Härstammar från Frankrike.

### Spårvidder i världen

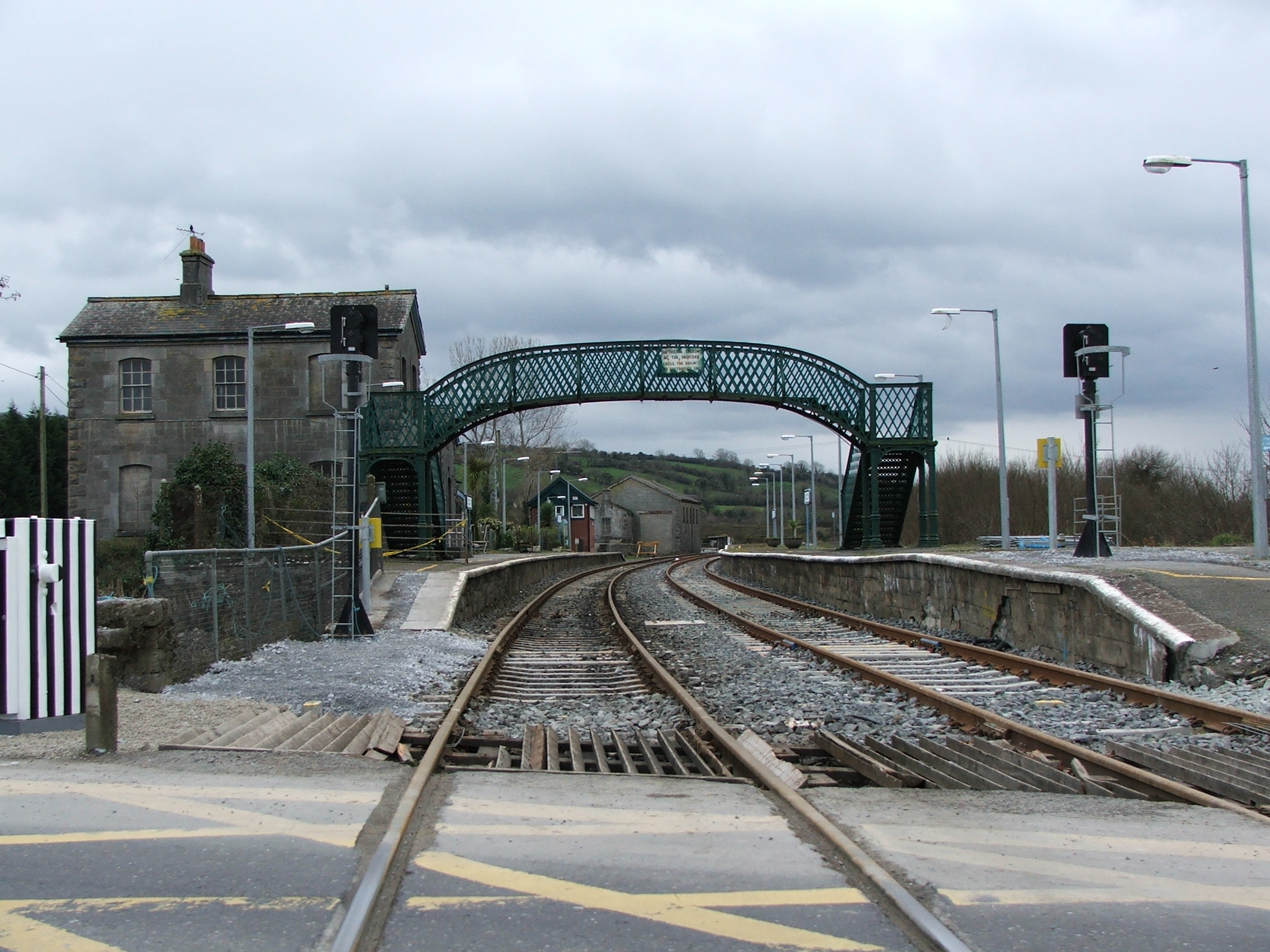
Bredspår på Irland

- 3 000 mm En av Nazityskland planerad superjärnväg, som skulle sammanbinda det tredje riket. Stannade på ritbordet, blev aldrig förverkligad.
- 2 140 mm Great Western Railway, England. Numera ombyggd till normalspår.
- 1 676 mm Indien.
- 1 674 mm Spanien äldre spår.
- 1 668 mm Spanien/Portugal nyare spår.
- 1 664 mm Portugal äldre spår.
- 1 600 mm Irland
- 1 524 mm (60 tum) Estland, Finland (Finlands banor är byggda med den ursprungliga ryska spårvidden, men ryssarna avrundade sin standard vid något tillfälle till 1 520 mm, den varierade ändå ett antal mm i verkligheten).
- 1 520 mm Ryssland och andra länder som ingick i Sovjetunionen samt Afghanistan och Mongoliet.
- 1 435 mm Alla europeiska länder utom Spanien, Portugal, Irland, Finland och före detta Sovjetunionen, plus Nordamerika, Kina, Australien, Mellanöstern med flera.
- 1 372 mm Japan
- 1 067 mm "Kapspår": Sydafrika, Zimbabwe och fler länder i södra Afrika samt Australien, Japan och Spårvägen i Tallinn.
- 1 050 mm Beirut — Damaskus.
- 1 000 mm i Tyskland, Schweiz, Indien, Frankrike. Spårvägen i Trondheim och Helsingfors.
- 950 mm Italien (bland annat på Sardinien och i Neapelområdet), Eritrea
- 914 mm (Tre engelska fot) USA, Spanien (Mallorca)
- 912 mm Georgien (Bordzjomi - Bakuriani)
- 900 mm i Tyskland, Portugal
- 800 mm Wengen-alpbanan i Schweiz.
- 762 mm Japan
- 760 mm i Bosnien och Hercegovina, Polen.
- 750 mm i Tyskland, Polen
- 610 mm (24 tum) Darjeeling – Siliguri i Himalaya. Sick-sack-bana med vändspetsar: Loket drar och skjuter vagnarna växelvis. Stigning 2 104 m på 82 km.
- 600 mm så kallat Decauvillespår, tillfälliga järnvägar eller industribanor.
- 457 mm (1 1/2 feet). Gick till järnverkstäderna i Crewe i England.

#### Sverige
De spårvidder som har förekommit på järnvägar öppnade för allmän gods- och persontrafik i Sverige är: 
- Spårvidd 1 524 mm bredspår ett fåtal spår i Haparanda som ansluter till det finska järnvägsnätet
- Spårvidd 1 435 mm normalspår 13 915 km. Har också använts till de flesta spårvägar i Sverige.
- Spårvidd 1 431 mm Stockholms lokaltrafikspår 158 km (Tunnelbanan, Nockebybanan, Lidingöbanan, Tvärbanan och Saltsjöbanan). Skiljer sig så lite från normal spårvidd att man utan problem kan köra vagnarna på normalspår.[3]. Spårvidden är i viss mån en papperskonstruktion, i samband med att man minskade övre toleransen blev medelvärdet mellan högsta och lägsta tillåtna spårvidd någon lägre. Genom att minska spårvidden något (utan att minska minsta tillåtna spårvidd) fick man bättre gång med existerande fordon, som är specificerade för 1435 mm. När ändringen gjordes byggdes inte omedelbart linjerna om.
- Spårvidd 1 217 mm smalspår 165 km (4 engelska fot) Borås-Herrljunga (BHJ) och Uddevalla-Wenersborg-Herrljunga järnväg (UWHJ). Båda banorna var ombyggda till 1 435 mm år 1898.
- Spårvidd 1 188 mm smalspår 45 km (4 svenska fot, Norbergs Järnväg (ombyggd till 1 435 mm), Åtvidaberg-Bersbo Järnväg (ombyggd till 891 mm), Smedjebackens Järnväg, Väsman - Barkens Järnväg)
- Spårvidd 1 099 mm smalspår 19 km (44 svenska verktum, mätt på hjulen) (Frykstads Järnväg, Kristinehamn-Sjöändans Järnväg)
- Spårvidd 1 093 mm smalspår 62 km (udda fall på grund av måttförväxling, se "Kuriosa" nedan)
- Spårvidd 1 067 mm smalspår 599 km (3,5 engelska fot, även kallat kapspår. Se nedan) Vanlig framför allt i Blekinge. Denna spårvidd användes även i Norge.
- Spårvidd 1 000 mm smalspår. Hästspårvägen i Göteborg. Stadsspårvägen i Kiruna. Spårvägen i Ulricehamn.
- Spårvidd 891 mm smalspår 3 030 km (3 svenska fot). Stora järnvägsnät med denna spårvidd fanns i Uppland, Västergötland, Östergötland, Gotland och Småland. 
Roslagsbanan i Uppland, den enda kvarvarande smalspårsjärnvägen i kommersiell drift i Sverige, har denna spårvidd.
- Spårvidd 802 mm smalspår 222 km (2,7 svenska fot, en "budgetversion" av spårvidden 891 mm)
- Spårvidd 770 mm smalspår 5,5 km[4]
- Spårvidd 762 mm smalspår (2,5 engelska fot). Ett par bruksbanor.
- Spårvidd 750 mm smalspår 9 km, gruvspår.(ursprungligen tysk standard) Bruksbanan[5] Robertsfors.
- Spårvidd 693 mm smalspår 11 km (28 svenska verktum)
- Spårvidd 600 mm smalspår 199 km (franskt ursprung, Decauvillesystemet). Finns kvar i Munkedal och på Ohsabanan.
- Spårvidd 544 mm smalspår (22 verktum) har aldrig funnits, men uppgiften förekommer i litteraturen. Detta beror på att en felaktig uppgift i Claes Adelskölds memoarer har citerats.[6]

### Övriga spår som normalt inte är järnvägar
- Spårburna hamnkranar (Kockumskranen hade 175 m spårvidd)
- Trädgårdsjärnvägar
- Tivolijärnvägar och liknande.
- Modelljärnvägar har olika spårvidder (ned till 3 mm i fabrikstillverkade standardstorlekar).

## Kuriosa
Monumentalt trassel skapades när man skulle bygga den transandiska banan från Buenos Aires i Argentina till Valparaíso i Chile. Till den argentinska slutstationen Mendoza ledde en linje med spårvidden 1676 mm (66 tum). Till slutstationen Santa Rosa i Chile ledde en linje med normalspåret 1 435 mm. Man diskuterade att bygga sammanbindningen mellan Mendoza och Santa Rosa med endera av dessa spårvidder, men man kunde inte enas. Till slut valde man 1 000 mm och fick två omlastningsstationer mot annars en. Försvaret för valet var att dels bredare spår skulle bli orimligt dyrt, och dessutom var det i dessa bergstrakter fördelaktigt med de snävare kurvor, som smalspår medger. Sammanbindningslinjen byggdes som friktionsbana intill max 25 ‰ (1:40) stigning, vilket är på gränsen för vad som är tekniskt möjligt. Vid de värsta stigningarna ända upp till 80 ‰ (1:12,5) byggde man linjen som en kuggstångsbana.
Vid Köping–Uttersberg–Riddarhyttans Järnväg (KURJ) var avsikten att spårvidden skulle vara 1067 mm, det vill säga 3,5 engelska fot vilket motsvarar 3,59 svenska fot. Loken byggdes dock av misstag för en spårvidd på 3,59 engelska fot, vilket motsvarar 1 093 mm. Därigenom fick KURJ denna udda spårvidd.